# Agoura Hills (Kalifornie)
Agoura Hills je město v Los Angeles County v Kalifornie. V roce 2000 činila jeho populace 20 537 obyvatel. Město na západě, jihu a východě sousedí Los Angeles County a na severu sdílí hranici s Ventura County. Nachází se přibližně 48 km severozápadně od Downtown Los Angeles a asi 16 km západně od Woodland Hills a leží na východě Conejo Valley. Agoura se také nalézá vedle Calabasas, Malibu, Oak Park, a Westlake Village.

## Historie
Oblast byla prvně osídlena Chumashskými Indiány a poté Španělskými františkánskými misionáři.

## Geografie
Rozloha města činí 21,2 km² a vodní plocha tvoří pouze 0,37 % (0,1 km²)
Nachází se zde hora Negrohead Mountain, která byla pojmenována po Johnovi Ballardovi.
Agoura Hills je také zváno „Gateway to the Santa Monica Mountains National Recreation Area“ (Brána do Santa Monické horské národní rekreační oblasti). Město je neoficiálně rozděleno na mnoho rozmanitých oblastí okolo moderního Downtownu. Za zmínku stojí Forest Cove, South End, Malibu Junction, East Agoura a Old Agoura.